# Jurkiwka (rejon zwinogródzki)
Jurkiwka (ukr. Юрківка) – wieś na Ukrainie, w obwodzie czerkaskim, w rejonie zwinogródzkim, w hromadzie Watutine. W 2001 liczyła 3023 mieszkańców, spośród których 2948 wskazało jako ojczysty język ukraiński, 69 rosyjski, 3 białoruski, 1 inny, a 2 osoby się nie zadeklarowały.